# ジェームズ・ギブソン
ジェームズ・ジェローム・ギブソン（James Jerome Gibson、1904年1月27日 - 1979年12月11日）はアメリカ合衆国の心理学者。知覚研究を専門とし、認知心理学とは一線を画した直接知覚説を展開。アフォーダンスの概念を提唱して生態心理学の領域を切り拓いたことで知られる。ゲシュタルト心理学とプラグマティズムの思想から大きな影響を受けた。ギブソンの思想を受け継ぐ心理学者を「ギブソニアン」と呼ぶことがある。妻は心理学者のエレノア・ギブソン（英語: Eleanor J. Gibson）。

## 生涯

### 幼少期
1904年1月27日、オハイオ州マッコネルズヴィルにある祖母スタンベリーの家で、トーマス・ギブソンとガートルード・スタンベリー・ギブソンの間に生まれる　。
三人兄弟の長男で、4歳年下のトマスと、8歳年下のウィリアムの2人の弟を持つ。両親、祖母、軽度知的障害を持つ大おばのメアリーと暮らした。
鉄道員だった父親の仕事の影響で、ギブソン家は何度も引越し、オハイオ、ウィスコンシン、サウスダコタで暮らし、最終的にはシカゴのウィルメットに定住した。
ギブソン一家は父トーマスのノースウェスタン鉄道フリーパスを使って、よく旅行に行った。後にギブソンは、列車後部のデッキでの観察から、オプティカル・フローが距離知覚の情報として重要であることに気がついたと自伝で記している。
ギブソンは、ニュートリアー高校で学び、読書家で優秀な学生だった。高校演劇に参加した。高校では、ラテン語を4年間履修しなくてよく、2年間のみ履修した。大学を選択する際、ギブソンは自分が選択したプリンストン大学は2年間のラテン語履修では受けられないことを知り、ノースウェスタン大学に進学した。

### 大学時代
プリンストン大学では、別の大学で一年過ごせばラテン語をとっていなくてもよかったため、ギブソンはノースウェスタン大学で一年過ごし、二年目にプリンストン大学に転入した。1922年、プリンストン大学に転入したギブソンは、シアターイン・タイムという演劇団体に出入りし、演劇を楽しんだ。ギブソンは、哲学を専攻した。四年の初めに、ハーバード大学から新しく赴任してきたハーバート・ラングフェルト（英語: Herbert Langfeld）によって随意科目として行われた実験心理学コースを履修した。そのコースには、のちに心理学者になるチャールズ・ブレイ(Charles W. Bray)やハロルド・シュロスベルグ（英語: Harold H. Schlosberg）が在籍した。

### 大学院時代
ギブソンは、ラングフェルトから助手の仕事を与えられ、その年の秋に、院生兼助手としてプリストン大学に進学した。プリストン大学心理学部には、ラングフェルト、ハワード・クロスビー・ウォーレン、レオナルド・カーマイケル（英語: Leonard Carmichael）、エドウィン・ホルトがいた。プリンストン大学ではゲシュタルト心理学を学んだ者やプラグマティズムのウィリアム・ジェームズの弟子に出会い、ゲシュタルト心理学に強い影響を受ける。
ギブソンはラングフェルトから博士論文の指導を受け、研究テーマは、形態の知覚と記憶による形態の描写についてであった。

### スミス大学時代
1928年6月に博士論文を提出した後、ギブソンは、スミス大学に赴任し、知覚と実験心理学を教えた。同じ時期、ゲシュタルト心理学の創始者の一人であるクルト・コフカが、ナチスが台頭しつつあったドイツを逃れてスミス・カレッジに奉職していた。ギブソンはクルト・コフカの主催するセミナーにも参加している。アメリカ文学を教えていたニュートン・アーヴィン（英語: Newton Arvin）や、古典学者のシドニー・ディーンと友人になった。また、芸術学部のオリバー・ラーキン（英語: Oliver Waterman Larkin）と親友になり、ラーキンのアマチュア演劇に関わった。また、博士論文を刊行し、湾曲した形態への知覚的順応に関する研究に着手した。1933年に「曲線知覚における順応、残像効果、対比」という論文を刊行している。また、スミス大学在学中に、エレノア・ジャックに出会う。エレノアは、この出会いをきっかけに、提出していた履修届を修正し、ギブソンの上級実験心理学コースを付与したと記している。エレノアはスミス大学の大学院に進学し、ギブソンは、エレノアの修士論文の指導教員として選ばれた。二人は1932年に結婚した。1940年に、第一子のジェームズ・ジェローム・ギブソン・ジュニア(ジュリー)が誕生した。

### 第二次世界大戦
第二次世界大戦が始まると、アメリカ陸軍航空部は、航空乗組員を効果的に選抜するためのテストを開発するためにギブソンに助力を求めた。心理テスト研究部隊を立ち上げるための計画が立てられ、ギブソンはその部隊に任命された。テキサスのフォート・ワースにエレノアと息子のジュリーと共に引っ越した。1943年6月29日に娘のジーンが誕生した。

### 戦後
戦後はスミス大学に戻る。1949年よりコーネル大学教授。それ以降、コーネル大学で研究を行うこととなる。
1950年に『The Perception of the Visual World』（邦訳『視覚ワールドの知覚』）、1966年に『The Senses Considered as Perceptual Systems』（邦訳『生態学的知覚システム』）を刊行。1954~55年にはカリフォルニア大学バークレー校の客員教授を務めた。バークレーの教員になるよう誘われたが、エレノアへの申し入れはなく、一家はコーネル大学へ戻った。ギブソンは、アメリカ心理学会の第三領域(実験心理学)で会長公演を行うために1955年9月に再びバークレーを訪れている。
その後、ギブソンは研究休暇でオックスフォード大学のモードリン・カレッジに所属した。そこには最新式の実験施設はなく、心理学者が使用している古い石像建築に、エレノアは空き部屋を、ギブソンは近くの建物のかつて応接間として使われていた部屋を与えられた。
クリスマス休暇にベルギーのルーヴァンに行き、知覚心理学者のアルベール・ミショット（英語: Albert Michotte）に会っている。
1978年にはすでに衰弱が始まっていたギブソンは、エノレアと共にカリフォルニア大学に数ヶ月滞在。滞在中には、それまで20年ほど書きつづけてきた『The Ecological Approach to Visual Perception』(邦訳『生態学的視覚論』サイエンス社) を完成させる。『The Ecological Approach to Visual Perception』出版から数ヶ月後の1979年12月11日に死去。死因はすい臓癌。
『The Ecological Approach to Visual Perception』には、1920年代のプリンストン大学時代から半世紀に渡って完成させたギブソンの視覚論の全体像が記述されている。

## 思想的な歩み
1920年代にプリンストン大学に入ったギブソンは、ゲシュタルト心理学とプラグマティズムに大いに影響を受けた。
1930年代、ギブソンは<キメ(texture)>の構造、配列、勾配、変化率(gradient)の研究を盛んに行い、1950年に『The Perception of the Visual World』を刊行した。この著作において、ギブソンは、まだ視覚全体を説明しきるには至っていないものの、「もの」と「空間」を新しく捉えた点が画期的である、と生態心理学者の佐々木正人は評価している。

## 人物
- ギブソンと親交のあったWilliam Maceによれば、ギブソンは他者の研究や自分の過去の研究に対して非常に批判的であり、徹底的に考えて確信を得たあとでなければ、自分の意見を主張することは決してなかった[27]。
- 同じくMaceの述懐では「ギブソンの方法には，保守的な部分と，きわめて大胆な部分が同居しているようなところがあった．というのも，一方ではギブソンは椅子から立ち上がって，“ほら，この事実はアイザック・ニュートンの理論に反している” とか，“これはヘルマン・フォン・ヘルムホルツに反する” とか，大声で発言するような一面ももちあわせていたのだから．他方では，“自分の理論は魚について何も言うところはないのかもしれない” と言う．もちろん，1966 年の本の中では，魚の例はすでにたくさん使っていたのだけれどね．いずれにせよ，ギブソンは，彼が確信していることと，そうでないことをはっきり区別していて，何をどのように主張するかについて，とても慎重だったね．」[27] としている。
- エドワード・S・リードは著書『アフォーダンスの心理学』の前書きで、大学生時代にギブソンと初めて交流した際の思い出を語っている。リードは自身の卒業論文から抜粋した内容 (本人曰く、「殺人的なシロモノ」) をギブソンに送りつけたが、その草稿は批判コメントでびっしりと埋め尽くされて送り返されてきた。「ずっとあとになってからそれがギブソン流のコメントなのだということがわかったけれど、それを最初に目にしたときの気持ちいったら......。」と当時を振り返っている[28]。

- 晩年は聴力が著しく低下していた。妻のエレノア・ギブソンは、この聴力低下は遺伝的なものだろうとしている[29]。
- 晩年のギブソンは、発達心理学者ジャン・ピアジェに対する理論的批判に傾倒していたという[27]。ピアジェによる主知的、概念 (シェーマ) 先行的な認知発達理論は、ギブソンや妻エレノアによる知覚発達理論とは相容れないものであった。

## 著書
- The Perception of the Visual World, Boston: Houghton Mifflin, 1950.〔邦訳、ジェームズ・J・ギブソン『視覚ワールドの知覚』東山篤規, 竹澤智美, 村上嵩至訳、新曜社、2011年。ISBN 978-4788512221。〕
- The Senses Considered as Perceptual Systems, Boston: Houghton Mifflin, 1966. 〔邦訳、ジェームズ・J・ギブソン『生態学的知覚システム―感性をとらえなおす』佐々木正人, 古山宣洋, 三嶋博之訳、東京大学出版会、2011年。ISBN 978-4130111300。〕
- The Ecological Approach to Visual Perception, Boston: Houghton Mifflin, 1979.〔邦訳、J.J. ギブソン 著、古崎 敬 訳『生態学的視覚論-ヒトの知覚世界を探る』サイエンス社、1986年。ISBN 978-4781903934。〕
- Reasons for Realism: Selected essays of James J. Gibson, E. Reed & R. Jones (eds.), Hillsdale, NJ: Lawrence Erlbaum, 1982. (没後出版)〔邦訳、J.J. ギブソン『直接知覚論の根拠—ギブソン心理学論集』エドワード・リード, レベッカ・ジョーンズ、勁草書房、2004年。ISBN 978-4326101535。〕